# Supercopa de España de Fútbol 2002
La Supercopa de España de 2002 fue la XIX edición del torneo, correspondiente a la temporada 2002-03. Se disputó a doble partido en España los días 18 y 25 de agosto. Enfrentó al campeón de la Primera División 2001-02, el Valencia C. F., y el campeón de la Copa del Rey 2001-02, el Deportivo de La Coruña.
El Deportivo de La Coruña se adjudicó el título por tercera vez en su historia en su tercera participación tras vencer en el computo global por 4-0.
| Bandera de Galicia               | 4 - 0 | Bandera de la Comunidad Valenciana |
| R. C. Deportivo de La Coruña 3 1 | 4 - 0 | Valencia C. F. 0                   |
| -------------------------------- | ----- | ---------------------------------- |

## Supercopa de 2002
| Valencia C. F.               |  | Bandera de la Comunidad Valenciana |  | Campeón de la Primera División de España (2001/02) |
| R. C. Deportivo de La Coruña |  | Bandera de Galicia                 |  | Campeón de la Copa del Rey (2001/02)               |

### Ida
| 1          | POR        | José Francisco Molina |     |
| 12         | DEF        | Lionel Scaloni        |     |
| 5          | DEF        | César Martín          | 71' |
| 4          | DEF        | Noureddine Naybet     |     |
| 3          | DEF        | Enrique Romero        |     |
| 6          | MED        | Mauro Silva           |     |
| 16         | MED        | Sergio González       |     |
| 18         | MED        | Víctor Sánchez        |     |
| 21         | MED        | Juan Carlos Valerón   | 79' |
| 10         | MED        | Frán González         | 67' |
| 7          | DEL        | Roy Makaay            |     |
| Entrenador | Entrenador | Javier Irureta        |     |

| 1          | POR        | Santiago Cañizares    |     |
| 23         | DEF        | Curro Torres          |     |
| 2          | DEF        | Mauricio Pellegrino   |     |
| 4          | DEF        | Roberto Ayala         |     |
| 15         | DEF        | Amedeo Carboni        |     |
| 22         | MED        | Gonzalo de los Santos | 46' |
| 12         | MED        | Carlos Marchena       | 75' |
| 19         | MED        | Francisco Rufete      | 46' |
| 14         | MED        | Vicente Rodríguez     |     |
| 21         | MED        | Pablo Aimar           |     |
| 10         | DEL        | Miguel Ángel Angulo   |     |
| Entrenador | Entrenador | Rafael Benítez        |     |

| 23 | MED | Aldo Duscher  | 67' |
| 14 | DEF | Jorge Andrade | 71' |
| 8  | MED | Djalminha     | 79' |

| 8  | MED | Rubén Baraja | 46' |
| 7  | DEL | John Carew   | 46' |
| 11 | DEL | Juan Sánchez | 75' |

|  | 12' | Juan Carlos Valerón | 1-0 |
|  | 21' | Víctor Sánchez      | 2-0 |
|  | 31' | Noureddine Naybet   | 3-0 |

|  |

|  | 8'    | Mauro Silva    |
|  | 38'   | Enrique Romero |
|  | 90+2' | Víctor Sánchez |

|  | 7'    | Amedeo Carboni        |
|  | 20'   | Gonzalo de los Santos |
|  | 90+1' | Rubén Baraja          |
|  | 90+2' | Curro Torres          |

| Árbitro: | Manuel Enrique Mejuto González |

| 1          | POR        | José Francisco Molina |     |
| 12         | DEF        | Lionel Scaloni        |     |
| 5          | DEF        | César Martín          | 71' |
| 4          | DEF        | Noureddine Naybet     |     |
| 3          | DEF        | Enrique Romero        |     |
| 6          | MED        | Mauro Silva           |     |
| 16         | MED        | Sergio González       |     |
| 18         | MED        | Víctor Sánchez        |     |
| 21         | MED        | Juan Carlos Valerón   | 79' |
| 10         | MED        | Frán González         | 67' |
| 7          | DEL        | Roy Makaay            |     |
| Entrenador | Entrenador | Javier Irureta        |     |

| 1          | POR        | Santiago Cañizares    |     |
| 23         | DEF        | Curro Torres          |     |
| 2          | DEF        | Mauricio Pellegrino   |     |
| 4          | DEF        | Roberto Ayala         |     |
| 15         | DEF        | Amedeo Carboni        |     |
| 22         | MED        | Gonzalo de los Santos | 46' |
| 12         | MED        | Carlos Marchena       | 75' |
| 19         | MED        | Francisco Rufete      | 46' |
| 14         | MED        | Vicente Rodríguez     |     |
| 21         | MED        | Pablo Aimar           |     |
| 10         | DEL        | Miguel Ángel Angulo   |     |
| Entrenador | Entrenador | Rafael Benítez        |     |

| 23 | MED | Aldo Duscher  | 67' |
| 14 | DEF | Jorge Andrade | 71' |
| 8  | MED | Djalminha     | 79' |

| 8  | MED | Rubén Baraja | 46' |
| 7  | DEL | John Carew   | 46' |
| 11 | DEL | Juan Sánchez | 75' |

|  | 12' | Juan Carlos Valerón | 1-0 |
|  | 21' | Víctor Sánchez      | 2-0 |
|  | 31' | Noureddine Naybet   | 3-0 |

|  |

|  | 8'    | Mauro Silva    |
|  | 38'   | Enrique Romero |
|  | 90+2' | Víctor Sánchez |

|  | 7'    | Amedeo Carboni        |
|  | 20'   | Gonzalo de los Santos |
|  | 90+1' | Rubén Baraja          |
|  | 90+2' | Curro Torres          |

| Árbitro: | Manuel Enrique Mejuto González |

### Vuelta
| 1          | POR        | Santiago Cañizares  |     |
| 23         | DEF        | Curro Torres        |     |
| 2          | DEF        | Mauricio Pellegrino |     |
| 4          | DEF        | Roberto Ayala       |     |
| 3          | DEF        | Fábio Aurélio       |     |
| 8          | MED        | Rubén Baraja        |     |
| 12         | MED        | Carlos Marchena     | 46' |
| 14         | MED        | Vicente Rodríguez   | 70' |
| 21         | MED        | Pablo Aimar         | 75' |
| 9          | DEL        | Salva Ballesta      |     |
| 10         | DEL        | Miguel Ángel Angulo |     |
| Entrenador | Entrenador | Rafael Benítez      |     |

| 1          | POR        | José Francisco Molina |     |
| 12         | DEF        | Lionel Scaloni        |     |
| 5          | DEF        | César Martín          |     |
| 4          | DEF        | Noureddine Naybet     |     |
| 3          | DEF        | Enrique Romero        |     |
| 6          | MED        | Mauro Silva           |     |
| 16         | MED        | Sergio González       |     |
| 18         | MED        | Víctor Sánchez        |     |
| 21         | MED        | Juan Carlos Valerón   | 73' |
| 10         | MED        | Frán González         | 70' |
| 7          | DEL        | Roy Makaay            | 85' |
| Entrenador | Entrenador | Javier Irureta        |     |

| 19 | MED | Francisco Rufete | 46' |
| 15 | DEF | Amedeo Carboni   | 70' |
| 11 | DEL | Juan Sánchez     | 75' |

| 15 | DEF | Joan Capdevila  | 70' |
| 23 | DEL | Aldo Duscher    | 73' |
| 17 | DEL | Walter Pandiani | 85' |

|  |

|  | 90+2' | Víctor Sánchez | 0-1 |  |

|  | 30' | Fábio Aurélio   |
|  | 35' | Carlos Marchena |
|  | 48' | Pablo Aimar     |

|  | 12' | Frán González |
|  | 34' | Mauro Silva   |

|  | 2' | Roberto Ayala |

| Árbitro: | Eduardo Iturralde González |

| 1          | POR        | Santiago Cañizares  |     |
| 23         | DEF        | Curro Torres        |     |
| 2          | DEF        | Mauricio Pellegrino |     |
| 4          | DEF        | Roberto Ayala       |     |
| 3          | DEF        | Fábio Aurélio       |     |
| 8          | MED        | Rubén Baraja        |     |
| 12         | MED        | Carlos Marchena     | 46' |
| 14         | MED        | Vicente Rodríguez   | 70' |
| 21         | MED        | Pablo Aimar         | 75' |
| 9          | DEL        | Salva Ballesta      |     |
| 10         | DEL        | Miguel Ángel Angulo |     |
| Entrenador | Entrenador | Rafael Benítez      |     |

| 1          | POR        | José Francisco Molina |     |
| 12         | DEF        | Lionel Scaloni        |     |
| 5          | DEF        | César Martín          |     |
| 4          | DEF        | Noureddine Naybet     |     |
| 3          | DEF        | Enrique Romero        |     |
| 6          | MED        | Mauro Silva           |     |
| 16         | MED        | Sergio González       |     |
| 18         | MED        | Víctor Sánchez        |     |
| 21         | MED        | Juan Carlos Valerón   | 73' |
| 10         | MED        | Frán González         | 70' |
| 7          | DEL        | Roy Makaay            | 85' |
| Entrenador | Entrenador | Javier Irureta        |     |

| 19 | MED | Francisco Rufete | 46' |
| 15 | DEF | Amedeo Carboni   | 70' |
| 11 | DEL | Juan Sánchez     | 75' |

| 15 | DEF | Joan Capdevila  | 70' |
| 23 | DEL | Aldo Duscher    | 73' |
| 17 | DEL | Walter Pandiani | 85' |

|  |

|  | 90+2' | Víctor Sánchez | 0-1 |  |

|  | 30' | Fábio Aurélio   |
|  | 35' | Carlos Marchena |
|  | 48' | Pablo Aimar     |

|  | 12' | Frán González |
|  | 34' | Mauro Silva   |

|  | 2' | Roberto Ayala |

| Árbitro: | Eduardo Iturralde González |

| Campeón Supercopa de España 2002 |
| -------------------------------- |
| Deportivo de La Coruña 3° Título |

| Predecesor: Supercopa de España 2001 | Supercopa de España 2002 | Sucesor: Supercopa de España 2003 |